# University of Missouri

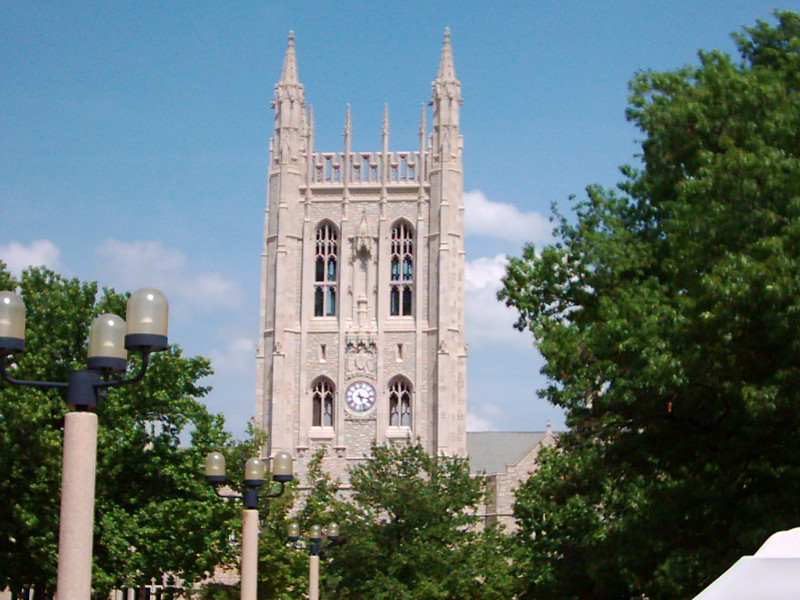
Tower of Memorial Union

University of Missouri (také známa jako University of Missouri-Columbia, MU nebo Mizzou), česky Missourská univerzita, je státní univerzita ve městě Columbia v americkém státě Missouri. S 27 985 studenty je nejdůležitějším střediskem Univerzitního systému státu Missouri (University of Missouri System). Univerzita je členem Asociace amerických univerzit (Association of American Universities) a je zvláště známá díky svému výzkumu a výuce v oborech: žurnalistika, právní vědy, zemědělství a veterinární lékařství. V současnosti se obzvláště zaměřuje na biotechnologie.

## Historie
Missourská univerzita byla založena v roce 1839. Od roku 1867 škola přijímala dívky na učitelství, od roku 1871 na všechny obory. Roku 1892 budova univerzity do základů vyhořela a dochovaly se jen kamenné sloupy z jejího průčelí, zvané Mizzou columns'. Byly znovu postaveny před novou budovu univerzity na náměstí Francis Quadrangle a jsou ikonickým symbolem univerzitního kampusu. (foto v infoboxu)
Afroameričtí studenti mohou na MU studovat od roku 1950.

## Sport
Sportovní týmy školy se nazývají Missouri Tigers.

## Významné osobnosti
- Thomas Akers – americký astronaut
- Olga Beaver – americká matematička českého původu
- Sheryl Crow – americká zpěvačka a kytaristka
- Barbara McClintock – nositelka Nobelovy ceny za medicínu, 1983
- Brad Pitt – americký filmový herec (školu nedokončil)
- Lee Strobel – bývalý redaktor Chicago Tribune a křesťanský apologeta
- Thorstein Veblen – americký ekonom a sociolog norského původu
- Tennessee Williams – americký dramatik (školu nedokončil)